# Percy Olivares
Percy Celso Olivares Polanco (Lima, 5 giugno 1968) è un ex calciatore peruviano, di ruolo difensore. Ha totalizzato 83 presenze con la nazionale di calcio peruviana.

## Carriera

### Club
La sua carriera inizia nello Sporting Cristal, rimanendovi dal 1986 al 1990; nel 1991 arriva la prima esperienza all'estero, in Colombia, tra le file del Deportivo Cali. Presto però torna alla società di partenza. Nel 1992 si trasferisce in Germania, al Norimberga, dove rimane per una stagione. Nel 1993 passa agli spagnoli del Tenerife, dove gioca 24 partite, segnando in due occasioni.
Nel 1996 torna in America, più precisamente in Brasile, al Fluminense, dove però non scende in campo neanche una volta. Nel 1997 approda al calcio messicano con il Cruz Azul, dove rimane per una parte di stagione giocando 13 partite. Nel 1997 è di nuovo in Europa, al PAOK, dove gioca per due stagioni, segnando 6 gol in 58 partite di campionato. Nel 1999 si trasferisce ad un'altra compagine del campionato di calcio greco, il Panathīnaïkos, dove rimane fino al 2001 partecipando anche alla Coppa UEFA.
Nel 2001 torna in Perù, all'Universitario de Deportes e nel 2002 passa agli statunitensi del Dallas Burn. Nel 2007 si è ritirato nelle file del Thun.

### Nazionale
Con le sue 83 presenze con il Perù è tra i giocatori con più gare giocate con la maglia della nazionale. Ha partecipato a sei edizioni della Copa América (edizioni di Argentina 1987, Brasile 1989, Cile 1991, Ecuador 1993, Uruguay 1995, Paraguay 1999).

## Palmarès

### Club

#### Competizioni nazionali
- Campionato peruviano: 2

Sporting Cristal: 1988, 1991

#### Competizioni internazionali
- Coppa CONMEBOL: 1

Rosario Central: 1995